# Evolutionstheorie
Unter Evolutionstheorie (früher auch Evolutionslehre genannt) versteht man die wissenschaftliche und in sich stimmige Beschreibung der Entstehung und Veränderung biologischer Einheiten, speziell der Arten, als Ergebnis der organismischen Evolution, d. h. eines Entwicklungsprozesses im Laufe der Erdgeschichte, der mit der Entstehung des Lebens einsetzte und weiterhin andauert. Evolutionstheorien sind naturgemäß jeweils ein Produkt der Zeit ihrer Entstehung und spiegeln die jeweiligen Erkenntnisse, die Faktenlage und die wissenschaftlichen Herangehensweisen der Zeit wider. Da sich die moderne Evolutionsbiologie mit zahlreichen Ansätzen und Analysen beschäftigt, liegt mittlerweile ein Theoriengebäude vor, in welchem viele Erkenntnisstränge von der Paläontologie bis zur Molekularbiologie zusammenfließen und sich wechselseitig zu einer Gesamtsicht ergänzen. Der biologischen Evolutionstheorie – als Konzepte für deren Vorgeschichte – vorgelagert sind die Hypothesen und Theorien, welche die Entstehung des Lebens aus anorganischen und organischen Stoffen erklären, wie sie zum Beispiel im Rahmen der unterschiedlichen Konzepte der chemischen Evolution erforscht werden.  

## Geschichte

### Vorgeschichte
Siehe auch: Veränderlichkeit der Arten
Vage Ideen darüber, wie oder wo Leben entstanden sei, wurden verschiedentlich schon von Gelehrten des antiken Griechenlands geäußert. Thales von Milet vermutete den Ursprung des Lebens im Wasser, Anaximander sprach direkt von einer Urzeugung in feuchter Umgebung, Aristoteles vermutete die Urzeugung im Schlamm und Schmutz. Judentum, Christentum und Islam gingen von einem göttlichen Akt der Schöpfung aus und vertraten das Konzept einer Artkonstanz, dem bis etwa zur Aufklärung auch viele Gelehrte Europas folgten. Alle diese Hypothesen schienen in ihrer jeweiligen Zeit und unter Beachtung des damaligen Wissensstandes mehr oder weniger überzeugend. Sie stellten jedoch keine Theorie dar. Erst im Anschluss entwickelten sich umfassende wissenschaftliche Theoriengebäude auf Basis empirischer Befunde.
Jean-Baptiste de Lamarck schlug 1809 in seiner Philosophie zoologique einen Artenwandel vor. Er ging von einer Vererbung erworbener Merkmale aus (Arten galten ihm also nicht als unveränderlich), eine Betrachtungsweise, die im 19. Jahrhundert – vor der Kenntnis der Grundlagen der Genetik – noch lange unter Naturforschern verbreitet war. Selbst Charles Darwin ging 50 Jahre später (1859) davon aus, dass erworbene Eigenschaften weiter gegeben werden können. Das Theoriengebäude Lamarcks wird üblicherweise als „Lamarckismus“  bezeichnet, wenngleich der Begriff in der Praxis auf den Aspekt der Vererbung erworbener Eigenschaften reduziert wird. Als weitere Komponente seines Theoriengebäudes ist zu nennen, dass er von einer auch heute noch ablaufenden kontinuierlichen Urzeugung von Kleinlebewesen ausging. Ferner nahm er an, dass zu jeder rezenten Art eine eigene Evolutionslinie führe, dass sich alle Arten aus getrennten Urzeugungen entwickelt haben.
Diese Vorstellung wurzelt in der damaligen Bedeutung des Evolutionsbegriffes als vorherbestimmte „Höherentwicklung“ auf der Stufenleiter der Natur, die gottgegeben von primitiven Lebensformen bis hin zum Menschen als „Krone der Schöpfung“ führt – ohne eine gemeinsame Abstammungsgeschichte, wie sie Darwin einführte. Darwin sprach ursprünglich von seiner Deszendenztheorie (Abstammungslehre), ließ sich jedoch später durch den Einfluss von Herbert Spencer (der den Begriff in seiner Theorie einer kulturellen Evolution verwendete) hinreißen, Evolution und Deszendenz synonym zu verwenden.
Georges Cuvier kam als vergleichender Anatom und Begründer der Paläontologie durch die Untersuchung zahlreicher Fossilien in verschiedenen Ablagerungen zur Erkenntnis, dass die Baupläne der Lebewesen verwandt sind und dass Lebewesen aussterben können. Er maß dem wiederkehrenden Massenaussterben, beispielsweise durch Meerestransgressionen, wie er damals annahm, eine zentrale Rolle bei und war dadurch ein Hauptvertreter des Katastrophismus.
Étienne Geoffroy Saint-Hilaire stellte sich gegen Thesen von Cuvier und vertrat eine Kontinuität der Entwicklung von den nur fossil bekannten Organismen zu den rezent lebenden. Er postulierte einen Grundplan aller Tiere, der Wirbellosen und der Wirbeltiere, und lieferte sich diesbezüglich weit herum beachtete Auseinandersetzungen (den Pariser Akademiestreit von 1830) mit Georges Cuvier, der von vier verschiedenen Hauptbauplantypen (Wirbeltiere, Weichtiere, Strahlentiere und Gliedertiere) im Tierreich ausging.

### Über die Entstehung der Arten
Charles Darwin und Alfred Russel Wallace entwickelten unabhängig voneinander Ideen zur Evolution, die auf Variation und natürlicher Selektion beruhten. Nachdem Russel 1858 Darwin seine im Ternate-Manuskript zusammengefassten Überlegungen zur Begutachtung zugeschickt hatte, sah sich Darwin zur Veröffentlichung seiner eigenen über zwanzig Jahre entwickelten Ideen zum Thema gedrängt. Am 1. Juli 1858 wurden auf Anregung von Darwins Freunden Charles Lyell und Joseph Hooker Auszüge aus den wissenschaftlichen Arbeiten von Darwin und Wallace vor der Linnean Society of London vorgetragen. Der Vortrag wurde nur wenig beachtet. Der Vorsitzende der Linnean Society bemerkte im Mai 1859, dass es in dem Jahr 1858 keine bemerkenswerten Entdeckungen gegeben hätte. Das von Darwin 1859 veröffentlichte Buch The Origin of Species dagegen erläuterte das Theoriensystem ausführlich und führte zu gesellschaftlichen und kirchlichen Auseinandersetzungen unter seinen Zeitgenossen. Darwins Thesen zur Evolution, wie der Gradualismus und die natürliche Selektion, stießen auf Widerstände. Lamarckisten waren Gegenspieler und argumentierten, dass Merkmale durch Training erworben würden und nicht durch einen Selektionsprozess. Da jedoch alle Experimente zum Nachweis des „Lamarckismus“ scheiterten, wurde diese Theorie schließlich doch zugunsten des „Darwinismus“ fallengelassen. In den darauffolgenden Jahren entwickelte sich eine immer größere Akzeptanz der Darwin’schen Evolutionstheorie.

### Synthetische Evolutionstheorie
Darwin konnte jedoch nicht erklären, wie Merkmale von Generation zu Generation weitergegeben werden und warum sich Variationen dieser Merkmale nicht durch Vererbung vermischten. Der Mechanismus dafür wurde erst 1865 (gedruckt 1866) von Gregor Mendel geliefert, der zeigte, dass Merkmale vielfach in einer genau definierten und vorhersagbaren Weise vererbt werden. Seine Arbeiten blieben jedoch bis um 1900 unentdeckt, als die Vererbungsgrundlagen unabhängig voneinander durch weitere Wissenschaftler entdeckt, veröffentlicht und propagiert wurden. Allerdings resultierten nun unterschiedliche Berechnungen und Voraussagen hinsichtlich der Geschwindigkeit der Evolution und führten zu einem tiefen Graben zwischen dem mendelschen und dem darwinschen Konzept der Vererbung, denn die nunmehr entdeckten genetischen Befunde legten eine Konstanz der Merkmale nahe. Der Widerspruch zu der Veränderlichkeit der Arten gemäß Darwin’scher Evolutionstheorie wurde erst ab 1930 aufgelöst, u. a. durch die Arbeit des Statistikers Ronald Fisher. Das Ergebnis war eine Kombination der Darwin-Wallace’schen Natürlichen Selektion mit den mendelschen Vererbungsregeln, die als Synthetische Theorie der Evolution bezeichnet wurde. Ernst Mayr u. a. erweiterten sie um Erkenntnisse anderer Wissenschaftsgebiete, insbesondere der Populationsbiologie. Die Synthetische Theorie wurde seitdem kontinuierlich vervollständigt, zunächst um die DNA als Trägermolekül des Erbgutes durch Oswald Avery im Jahr 1944. Ein knappes Jahrzehnt später erklärten James Watson und Francis Crick durch die Entschlüsselung der molekularen Struktur der DNA im Jahr 1953 die Funktionsweise und somit die physische Basis der Vererbung. Dies ermöglichte unter anderem ein Verständnis des für die Evolution wesentlichen Vorgangs der Mutation. Seitdem sind Genetik und Molekularbiologie als wichtige zentrale Grundlagenwissenschaften hinzugekommen.
Gemeinsam bilden diese und weitere Bausteine und Grundlagen den Lehr- und Forschungsinhalt der heutigen modernen Evolutionsbiologie.

## Ablehnende Haltungen zu Evolutionstheorien
Ungeachtet des wissenschaftlich schlüssigen und immer weiter untermauerten Theoriengebäudes der biologischen Evolution bezweifeln Teile der Bevölkerung die Realität des biologischen Evolutionsprozesses und der Evolutionstheorie. Protagonisten einer vielfach kreationistischen Argumentationsweise sind meist religiös inspirierte Gruppen, primär aus dem fundamentalistischen Bereich der drei abrahamitischen Religionen Judentum, Christentum und Islam, deren Anhänger religiöse Schriften bezüglich der Entstehung der Erde und der lebenden Organismen wörtlich nehmen. Als einflussreicher Ursprung einer neuerlichen Evolutionstheorie-Skepsis im 20. und 21. Jahrhundert gilt dabei der christliche Fundamentalismus, wie er in Teilen der USA propagiert wird und von dort auf andere Erdregionen übergegriffen hat. Die großen christlichen Kirchen in Europa versuchen eher, zwischen wissenschaftlicher Evolutionstheorie und religiösen Inhalten etwa in der theistischen Evolution Kompromisse zu finden. So erklärte die Römisch-katholische Kirche in einer Botschaft von Papst Johannes Paul II. am 22. Oktober 1996 die Vereinbarkeit der Evolutionstheorie mit dem christlichen Glauben. Die Evangelische Kirche in Deutschland distanziert sich ebenfalls vom Kreationismus.